# Irische Zisterzienserkongregation
Die Irische Zisterzienserkongregation (lateinisch Congregatio Sancti Malachiae et Sancti Bernardi) war eine Vereinigung von Zisterzienserklöstern unter der Leitung eines Abt-Präses.
Die Irische Kongregation wurde am 29. Juli 1626 von Papst Urban VIII. errichtet; am 18. September 1638 hielt sie ein Kapitel und wählte einen Präses. Ihre Statuten wurden im folgenden Jahr vom Heiligen Stuhl bestätigt; zu jener Zeit war Kardinal Richelieu Generalabt.
Erster Präses bzw. Generalvikar dieser Kongregation war Abt Patrick Plunkett (1603–1679), der Abt von St. Mary’s Abbey in Dublin und Cousin des hl. Oliver Plunkett, der 1681 wegen seiner Treuer zur katholischen Kirche gemartert wurde. Abt Patrick Plunkett verließ Irland um 1652 wegen der Verfolgung von Katholiken unter Oliver Cromwell; die Funktionsfähigkeit der Kongregation wurde dadurch entsprechend geschwächt.
Wegen der Kirchenverfolgung, die zur Zeit ihrer Entstehung herrschte, konnte sich die Kongregation nicht in der Praxis etablieren.